# Fremdingen
Fremdingen est une commune de Bavière (Allemagne), située dans l'arrondissement de Danube-Ries, dans le district de Souabe.

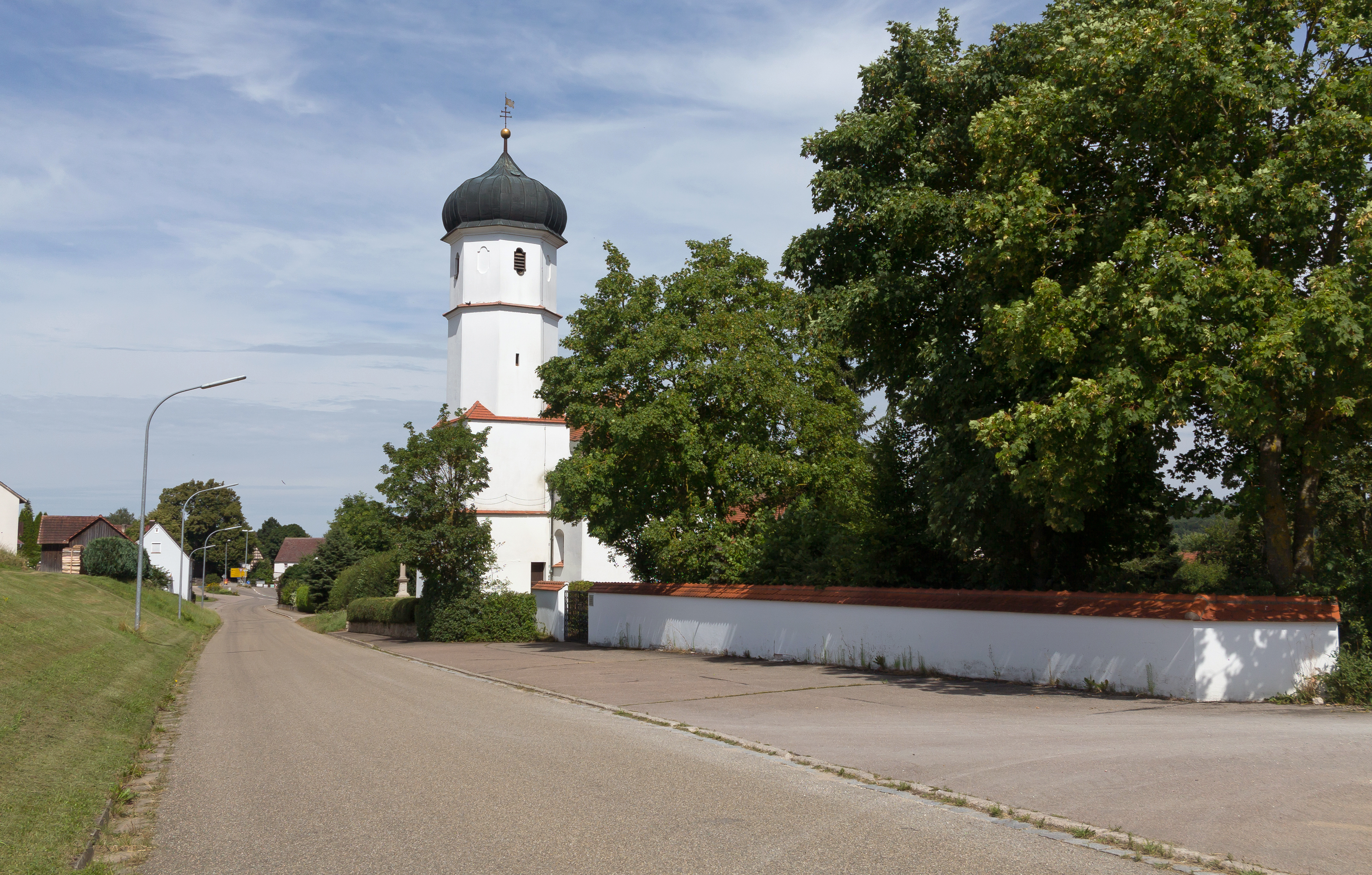
Fremdingen, chapelle Sankt Leonhard

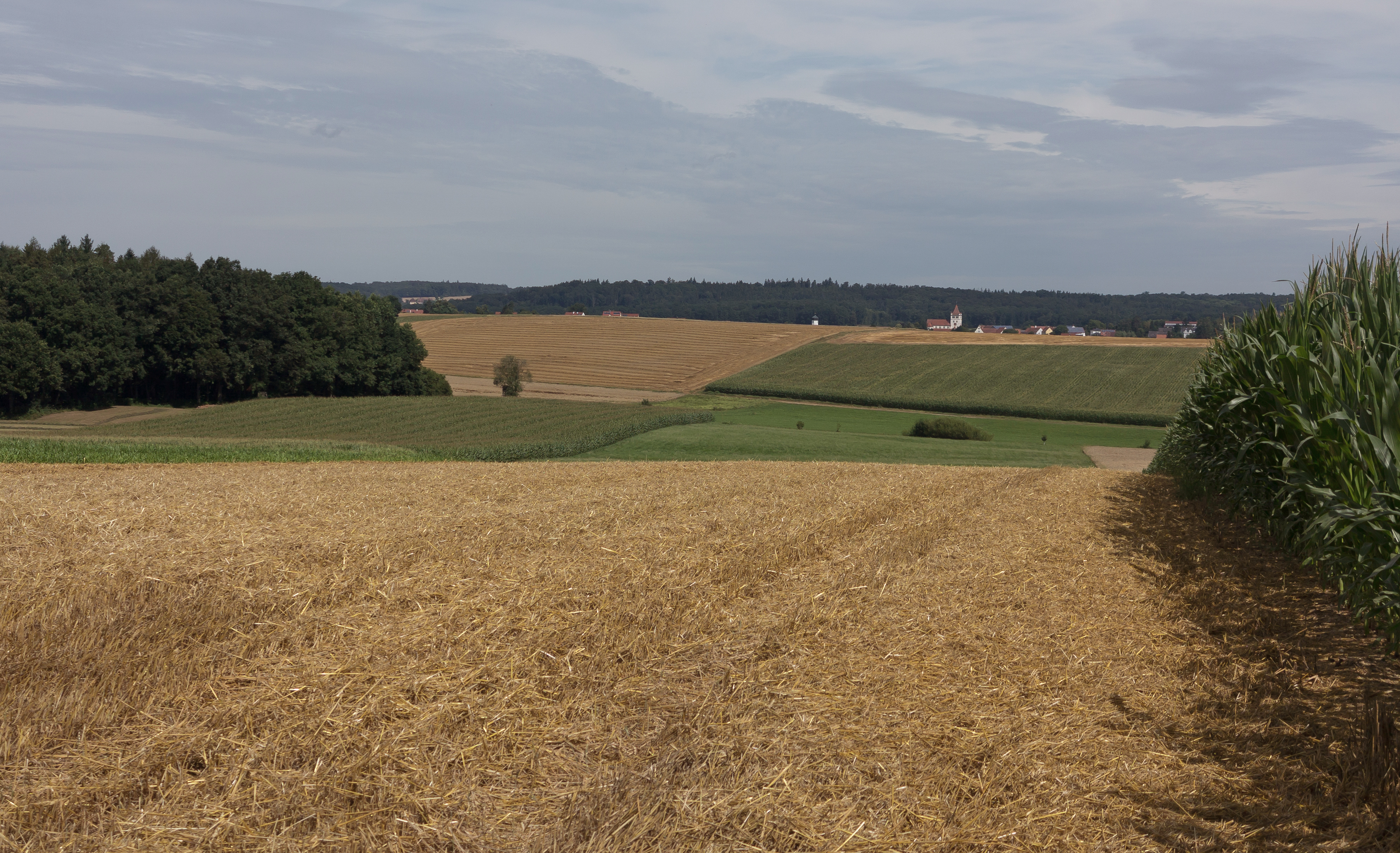
Panorama près de Fremdingen